# Nachtduik

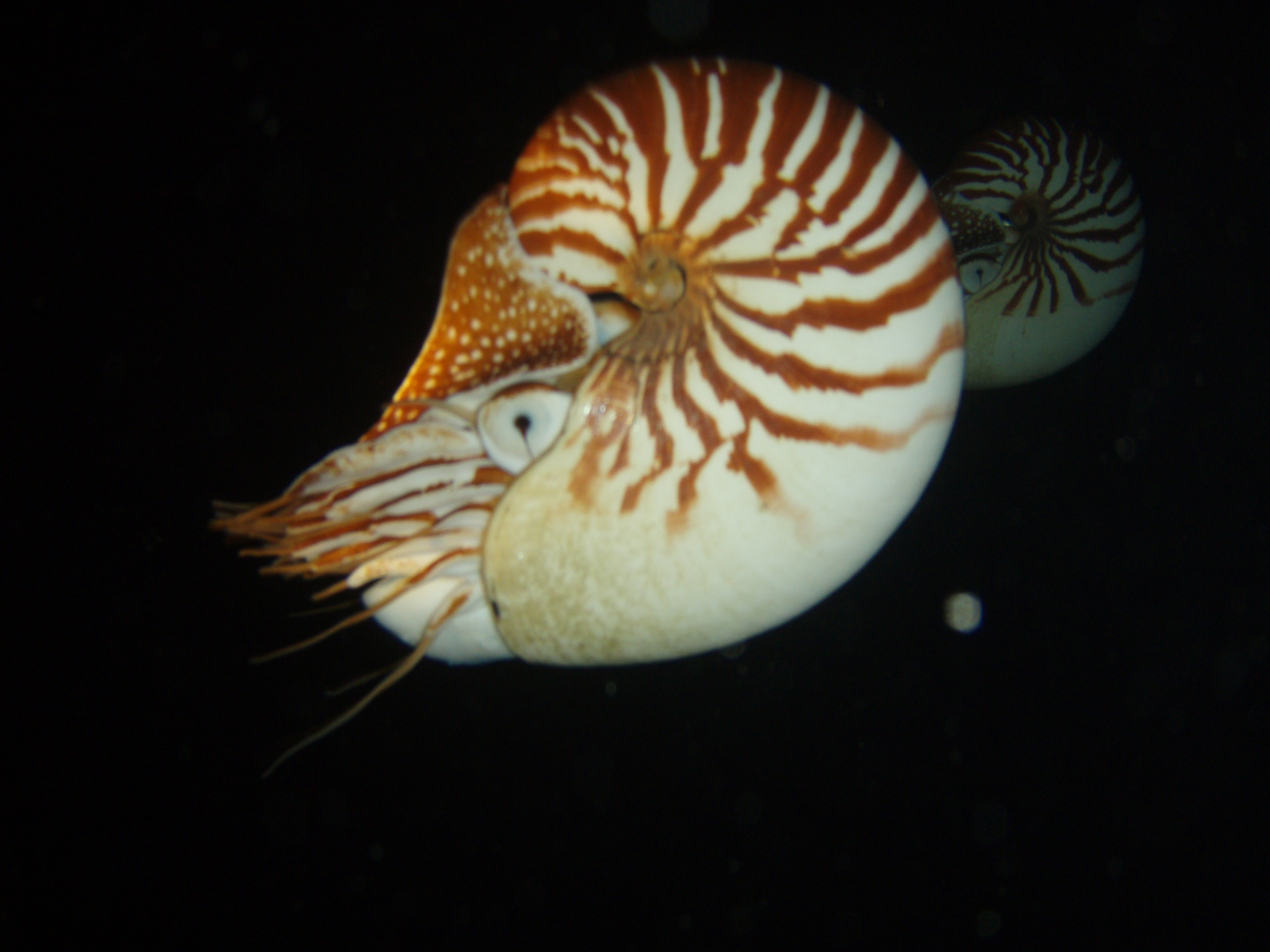
Een Nautilus macromphalus koppel gefotografeerd tijdens een nachtduik

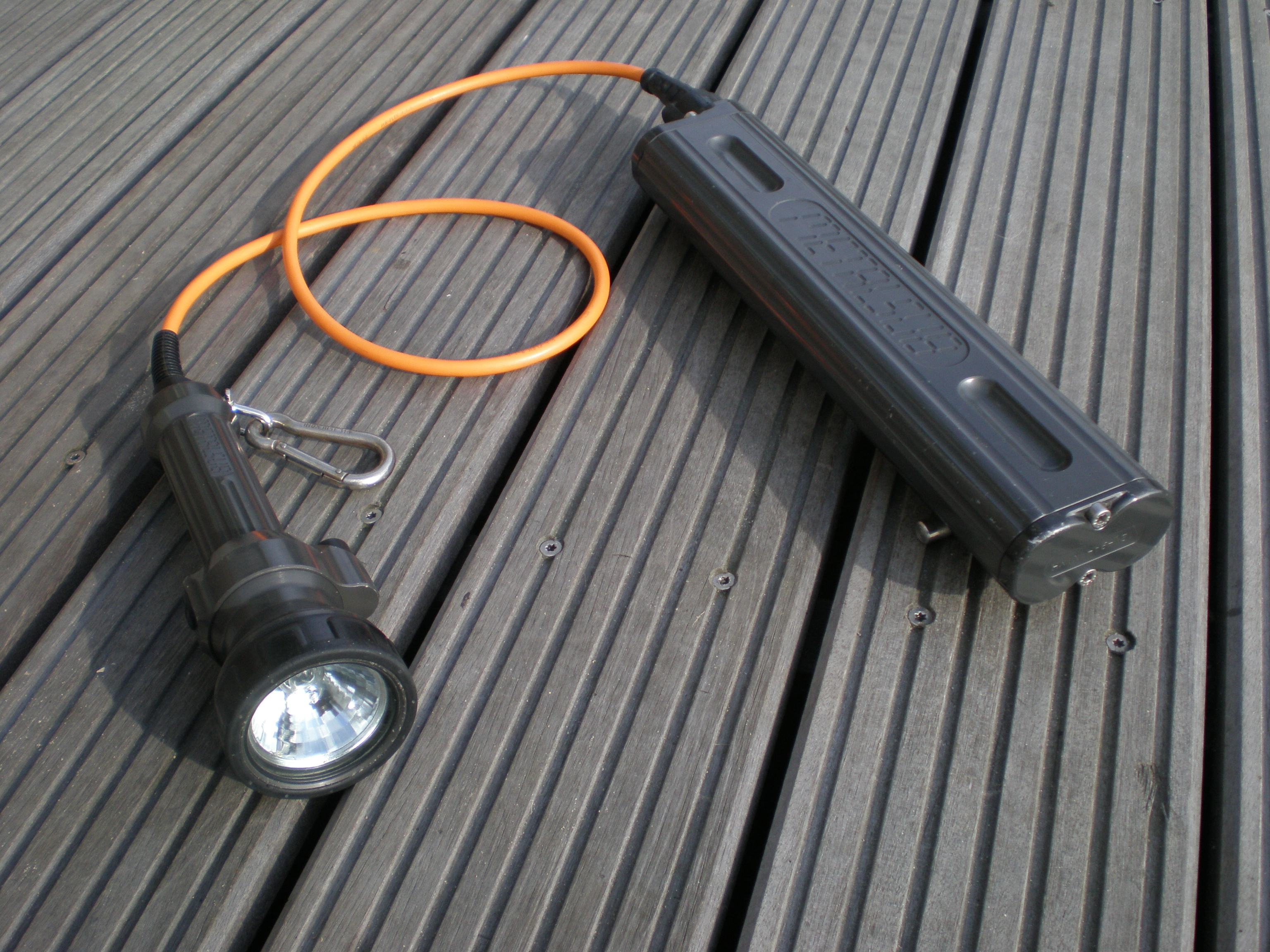
Een duiklamp

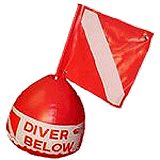
Een boei die aangeeft dat er duikers aanwezig zijn

Een nachtduik is  een recreatieve duik die 's nachts in het donker plaatsvindt. 

## Verschil met een duik overdag
Duikers kunnen 's nachts andere dingen zien dan overdag, omdat veel (roof)dieren 's nachts het actiefst zijn en ook veel zeedieren dan paren. Daarnaast worden zij gedwongen zich te concentreren op kleinere planten of dieren die zich binnen hun beperkte zichtveld bevinden. Een ander aspect dat de nachtduik anders maakt is dat het oriënteren boven water, dus voor en met name ná de duik, moeilijker is dan overdag.

## Voorzorgsmaatregelen
Bij een nachtduik is het belangrijk dat duikers een duiklamp bij zich hebben. Zij moeten niet met het licht in de ogen van andere duikers schijnen, omdat die daardoor verblind kunnen raken. Duikers wordt aangeraden om eerder al overdag op dezelfde plaats te gaan duiken, zodat zij (deels) bekend zijn met de omgeving, zowel boven als onder water.
Een andere voorzorgsmaatregel is het plaatsen van een licht op de plek waar na afloop van de duik het water weer verlaten moet worden, of zich ervan te vergewissen welke permanent brandende lichten er zijn die de weg naar de uitgang kunnen wijzen.

## Gevaren
Nachtduiken brengt een aantal extra gevaren met zich mee. Het kan voorkomen dat een duiklamp uitvalt. Hierdoor vervalt de visuele verticale referentie, waardoor het moeilijk wordt om een constante diepte te behouden of uit te trimmen. Ook wordt het aflezen van de instrumenten, zoals de dieptemeter, manometer en eventuele duikcomputer, erdoor bemoeilijkt. Verder is het mogelijk de rest van de groep kwijt te raken doordat het zicht zonder lamp ernstig verminderd wordt. Bovendien is het voor buddy's of personen op de kant of op het schip lastig de duiker terug te vinden als deze geen licht bij zich draagt.